# Takahashi seisakusho
Takahashi seisakusho (高橋製作所) est un fabricant japonais de télescopes et d'accessoires (tels que des oculaires et des montures équatoriales) fondé en 1932 par Kitaro Takahashi à Tokyo. Après une activité initiale dans la fonderie, Takahashi a commencé à fabriquer des instruments optiques en 1946, après la Seconde Guerre mondiale.
Parfois connue sous le nom de « Tak », la marque est particulièrement connue des astronomes amateurs pour sa gamme de lunettes astronomiques apochromatiques, mais produit également divers types de télescopes. Tous les instruments et montures Takahashi sont conçus et fabriqués au Japon en utilisant des méthodes de fabrication traditionnelles, telles que le moulage en sable, et presque toutes les pièces sont usinées en interne.
C'est dans les années 1970, après de nombreuses années de recherche et de développement, que la marque devient réputée en tant que fabricant de télescopes et commence à prospérer non seulement sur le marché japonais mais aussi grâce aux ventes à l'étranger. Takahashi a été un pionnier de l'utilisation de la fluorite comme composant optique de la lentille d'une lunette astronomique, bien que ce matériau ait déjà été utilisé dans d'autres dispositifs optiques. Le nom de l'entreprise japonaise deviendra emblématique de ce type de verre.
La fluorite est un verre à haute performance contenant du fluorure de calcium et ne doit pas être confondu avec le cristal de fluorine, qui n'est pas du verre.
Plus récemment, Takahashi produit des lunettes astronomiques utilisant du verre FPL-53 (dit "ED" à très faible dispersion)  à la place de la fluorite dans la lentille de ses lunettes. Cependant, quelques modèles de lunettes de Takahashi (entre 60 et 100mm de diamètre) continuent à être fabriquées avec des objectifs en fluorite, même si leur coût est supérieur au verre ED.
Takahashi est aussi réputé pour la grande qualité de polissage des miroirs de ses télescopes et la précision de ses montures équatoriales, qui figurent parmi le matériel haut-de-gamme de l'astronomie amateure mondiale.
Certains autres fabricants de télescopes utilisent des réfracteurs Takahashi comme instruments de collimation pour les grands télescopes. Des télescopes Takahashi de différentes conceptions et tailles sont installés dans des observatoires, tels que l'Observatoire Embry-Riddle, l'Observatoire Hoober, l'Observatoire Mirasteilas, l'Observatoire Vega-Bray et quelques autres.
L'astéroïde (5213) Takahashi est nommé d'après Kiichiro Takahashi, le fils du fondateur de l'entreprise.